# 小行星6664
小行星6664（英語：6664 Tennyo）是一颗围绕太阳公转的小行星。1993年2月14日，小林隆男在大泉町发现了此天体。
这颗小行星的绝对星等为142.61707等。